# 野中生萌

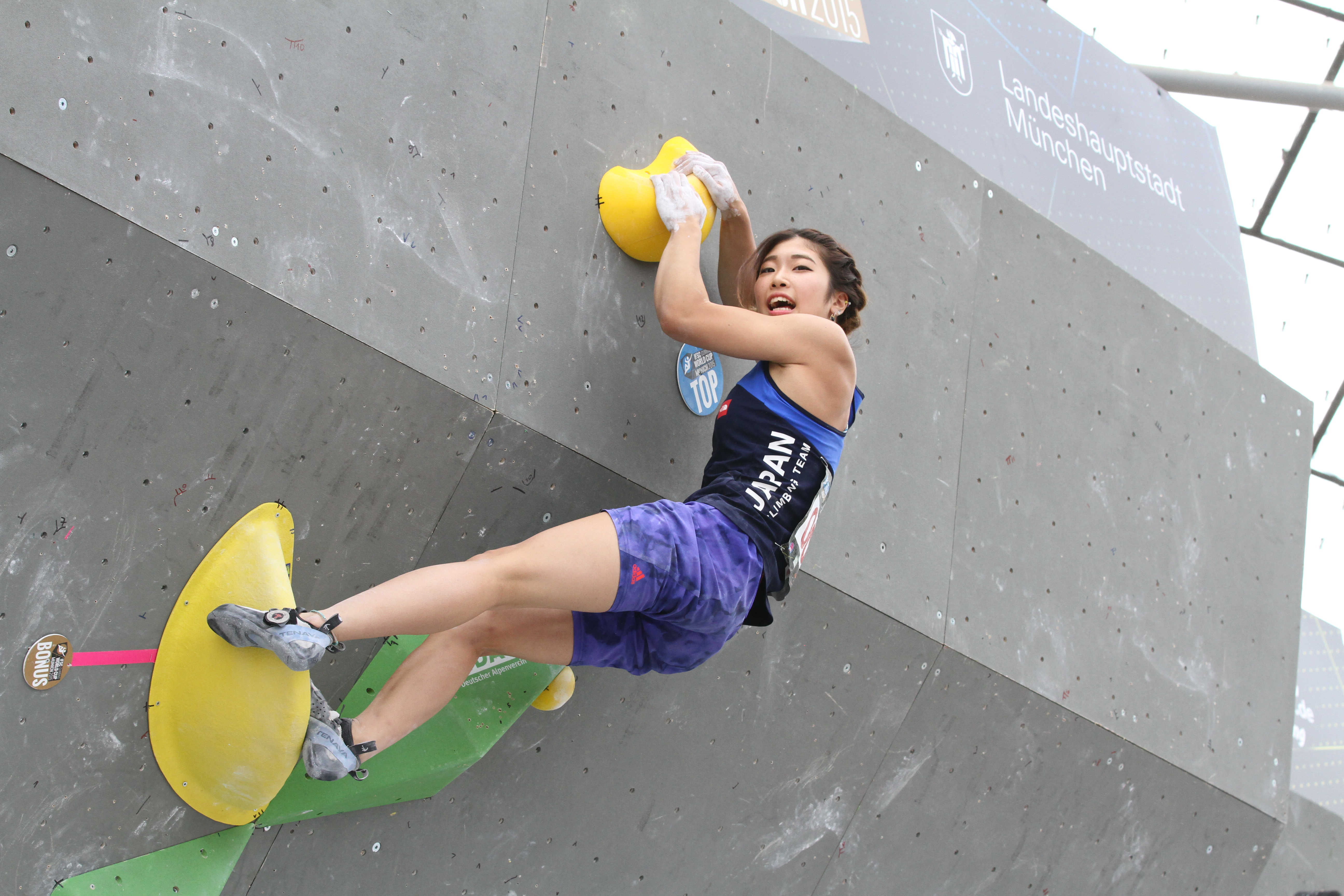
2015年的野中

野中生萌（日语：／ Nonaka Mihō，1997年5月21日—），日本職業抱石運動員。曾代表日本參加2020年奧運會女子運動攀登項目，獲得銀牌。
野中從9歲開始由父親栽培下參與攀登運動，17歲便首次出戰世界盃。她的強項是抱石項目，但由於奧運賽制特殊關係（需要精通全部三個項目），最近亦開始鑽研速度攀登及難度攀登項目，以求在奧運取得更佳成績。2018年，她在抱石世界盃在全部7項比賽中奪得1金6銀的佳績。
2019年，她在日本運動攀登盃合共贏得三項賽事，包括抱石盃、速度盃及混合盃。